# Tmesisternus cupreosignatus
Tmesisternus cupreosignatus là một loài bọ cánh cứng trong họ Cerambycidae.